# Referendum in Neukaledonien 1998
Am 8. November 1998 wurde in Neukaledonien ein Referendum abgehalten, bei dem es um die Annahme des Abkommens von Nouméa ging. Eine Mehrheit von 72 Prozent der Abstimmenden nahm das Abkommen an.

## Vorgeschichte
Die frühere französische Kolonie Neukaledonien besaß seit 1947 den Status eines französischen Überseeterritoriums. Dies beinhaltete auch eine begrenzte Selbstverwaltung. Diese Regionalautonomie kam jedoch kaum den Ureinwohnern Neukaledoniens, den Kanaken, zugute, da diese aufgrund massiver Einwanderung aus Europa und anderen Gebieten Südostasiens und Ozeaniens nur noch eine Minderheit im Inselterritorium bildeten. Sie blieben faktisch von der politischen Teilhabe größtenteils ausgeschlossen und gehörten auch wirtschaftlich zum benachteiligten Teil der Bevölkerung. Ab den 1960er Jahren kam es zu zunehmend militanten Aktionen einer kanakischen Unabhängigkeitsbewegung gegen die französische Administration. Im Jahr 1988 wurde daher in Regie der französischen Regierung das sogenannte Matignon-Abkommen geschlossen, das die Durchführung eines Referendums über die mögliche Unabhängigkeit des Territoriums von Frankreich im Jahr 1998 vorsah. In der Dekade 1988–1998 sollten mit finanzieller Unterstützung des französischen Staates Maßnahmen zur sozialen Besserstellung der kanakischen Bevölkerung erfolgen.
Im Jahr 1998 kam es erneut zu Verhandlungen zwischen den verschiedenen Parteien in Neukaledonien – im Wesentlichen der die Unabhängigkeit anstrebenden FLNKS (Kanakische sozialistische Front der nationalen Befreiung) und der loyalistischen RPCR (Le Rassemblement pour la Calédonie dans la France) – unter Moderation der französischen Regierung des Premierministers Lionel Jospin, die in dem Abkommen von Nouméa mündeten, das am 5. Mai 1998 von allen Verhandlungspartnern unterzeichnet wurde. Darin einigte man sich auf eine Verschiebung des Unabhängigkeitsreferendums. Entscheidend war, dass die FLNKS starke Zweifel hatte, ob eine Mehrheit für die Unabhängigkeit bei einem Referendum zu diesem Zeitpunkt zustande kommen würde. Als Termin für das Unabhängigkeitsreferendum wurde der Zeitrahmen zwischen dem Mai 2014 und dem Dezember 2018 gesetzt.
Das Abkommen sollte anschließend den Wählern in Neukaledonien zur Entscheidung vorgelegt werden und der 8. November 1998 wurde als Abstimmungstermin festgelegt. Politisch erhielt Neukaledonien weitere Kompetenzen zu den bisherigen übertragen und Neukaledonien erhielt einen politischen Sonderstatus.
In den Debatten vor der Abstimmung sprachen sich die FKNKS und RPCR für eine Annahme des Abkommens aus. Für eine Ablehnung sprachen sich die Gruppierungen UNCT (Une Nouvelle-Calédonie pour tous) und DECA (Développer ensemble pour construire l'avenir), sowie lokale Ableger des Front National und des Mouvement pour la France aus.

## Abstimmungsfrage
Die den Wählern vorgelegte Frage, die mit Oui oder Non zu beantworten war, lautete:

« Approuvez-vous l'Accord sur la Nouvelle-Calédonie signé à Nouméa le 5 mai 1998 ? »

„Stimmen Sie der Übereinkunft über Neukaledonien, die am 5. Mai 1998 in Nouméa unterzeichnet wurde, zu?“

## Ergebnisse
Bei der Abstimmung ergab sich eine deutliche Mehrheit von durchschnittlich 71,9 % für das Abkommen. Das Abkommen wurde in allen Gemeinden Neukaledoniens mehrheitlich befürwortet. Die Zustimmung war mit 57,7 % am niedrigsten in der Hauptstadt Nouméa. 2,7 % der Stimmen waren ungültig. Die Wahlbeteiligung lag bei 74,23 %.

Prozent Ja-Stimmen in kartografischer Darstellung.

| Gemeinde                | Gemeinde                | Wahlbe- rechtigte | Wähler | Gültige | Ja     | Ja   | Nein   | Nein |
| Gemeinde                | Gemeinde                | Wahlbe- rechtigte | Wähler | Gültige | Zahl   | %    | Zahl   | %    |
| ----------------------- | ----------------------- | ----------------- | ------ | ------- | ------ | ---- | ------ | ---- |
| 1                       | Thio                    | 1554              | 1157   | 1135    | 1045   | 92,1 | 90     | 7,9  |
| 2                       | Yaté                    | 1124              | 861    | 857     | 827    | 96,5 | 30     | 3,5  |
| 3                       | L’Île-des-Pins          | 915               | 535    | 531     | 510    | 96,0 | 21     | 4,0  |
| 4                       | Le Mont-Dore            | 10.448            | 8556   | 8242    | 5463   | 66,3 | 2779   | 33,7 |
| 5                       | Nouméa                  | 33.061            | 26.667 | 25.836  | 14.909 | 57,7 | 10.927 | 42,3 |
| 6                       | Dumbéa                  | 6829              | 5568   | 5399    | 3178   | 58,9 | 2221   | 41,1 |
| 7                       | Païta                   | 4661              | 3827   | 3662    | 2653   | 72,4 | 1009   | 27,6 |
| 8                       | Bouloupari              | 1235              | 994    | 969     | 677    | 69,9 | 292    | 30,1 |
| 9                       | La Foa                  | 1819              | 1521   | 1480    | 1028   | 69,5 | 452    | 30,5 |
| 10                      | Sarraméa                | 372               | 290    | 277     | 230    | 83,0 | 47     | 17,0 |
| 11                      | Farino                  | 319               | 277    | 271     | 150    | 55,4 | 121    | 44,6 |
| 12                      | Moindou                 | 427               | 338    | 323     | 233    | 72,1 | 90     | 27,9 |
| 13                      | Bourail                 | 2540              | 2095   | 2027    | 1218   | 60,1 | 809    | 39,9 |
| 14                      | Poya                    | 1527              | 1191   | 1152    | 935    | 81,2 | 217    | 18,8 |
| 15                      | Pouembout               | 680               | 562    | 542     | 449    | 82,8 | 93     | 17,2 |
| 16                      | Koné                    | 2316              | 1813   | 1782    | 1518   | 85,2 | 264    | 14,8 |
| 17                      | Voh                     | 1481              | 1152   | 1123    | 937    | 83,4 | 186    | 16,6 |
| 18                      | Kaala-Gomen             | 938               | 641    | 630     | 514    | 81,6 | 116    | 18,4 |
| 19                      | Koumac                  | 1543              | 1273   | 1241    | 654    | 52,7 | 587    | 47,3 |
| 20                      | Poum                    | 751               | 515    | 514     | 435    | 84,6 | 79     | 15,4 |
| 21                      | Belep-Inseln            | 671               | 430    | 424     | 413    | 97,4 | 11     | 2,6  |
| 22                      | Ouégoa                  | 1388              | 986    | 975     | 792    | 81,2 | 183    | 18,8 |
| 23                      | Pouébo                  | 1619              | 1030   | 1017    | 972    | 95,6 | 45     | 4,4  |
| 24                      | Hienghène               | 1495              | 1103   | 1096    | 1056   | 96,4 | 40     | 3,6  |
| 25                      | Touho                   | 1405              | 1055   | 1033    | 946    | 91,6 | 87     | 8,4  |
| 26                      | Poindimié               | 2653              | 2054   | 2001    | 1802   | 90,1 | 199    | 9,9  |
| 27                      | Ponérihouen             | 1688              | 1267   | 1248    | 1137   | 91,1 | 111    | 8,9  |
| 28                      | Houaïlou                | 2501              | 1612   | 1579    | 1443   | 91,4 | 136    | 8,6  |
| 29                      | Kouaoua                 | 834               | 647    | 631     | 573    | 90,8 | 58     | 9,2  |
| 30                      | Canala                  | 2259              | 1589   | 1555    | 1500   | 96,5 | 55     | 3,5  |
| 31                      | Ouvéa                   | 3294              | 1710   | 1698    | 1626   | 95,8 | 72     | 4,2  |
| 32                      | Lifou                   | 7850              | 3436   | 3416    | 3238   | 94,8 | 178    | 5,2  |
| 33                      | Maré                    | 4501              | 2450   | 2431    | 2339   | 96,2 | 92     | 3,8  |
| Neukaledonien insgesamt | Neukaledonien insgesamt | 106.698           | 79.202 | 77.097  | 55.400 | 71,9 | 21.697 | 28,1 |